# لا رنسانس (کرجی)
لا رنسانس (کرجی) (به انگلیسی: La Renaissance (barge)) یک کشتی است که طول آن ۱۲۸ فوت (۳۹ متر) و ارتفاع آن ۱۲٫۵ فوت (۳٫۸ متر) می‌باشد.